# Enoploteuthis semilineata
Enoploteuthis semilineata är en bläckfiskart som beskrevs av Alexeyev 1994. Enoploteuthis semilineata ingår i släktet Enoploteuthis och familjen Enoploteuthidae. Inga underarter finns listade i Catalogue of Life.